# Sweet Tooth
Sweet Tooth ist eine amerikanische Comicserie, geschrieben und gezeichnet von Jeff Lemire und veröffentlicht beim DC-Comics-Label Vertigo. Sie spielt in einer postapokalyptischen Umgebung, in der Mensch-Tier-Hybride existieren. Die Handlung spielt im US-Staat Nebraska.

## Figuren
- Gus: Ein neun Jahre alter Junge mit einem Geweih, er ist ein seltener Mensch-Tier-Hybrid.[1] Aufgewachsen mit dem Glauben an Gott, entschließt er sich sein Zuhause, den Wald, zu verlassen und macht sich daran die Welt zu entdecken, vor der ihn sein Vater immer gewarnt hat. Auf seinem Weg helfen ihm viele seiner erlernten Fähigkeiten, wie Wundbehandlung und die Benutzung einer Zwille, weiter. Es scheint auch so, als ob er in die Zukunft blicken kann, allerdings hat er keine Kontrolle darüber was er sieht. Die Zukunft wird in seinen Albträumen vorausgesagt. Die Träume scheinen die Geschichte voranzubringen. Sie erzählen, was bald passieren wird, wie z. B. das Treffen mit Jepperd.
- Tommy Jepperd: Ein brutaler, schwerfälliger Landstreicher begleitet Gus und verspricht ihm, ihn zu The Preserve (ein sagenhafter sicherer Ort für Hybrid-Kinder) zu bringen. Die Figur basiert auf einem älteren Frank Castle (Marvels The Punisher).[2] „Corbens älterer grauhaariger Frank ist eine unaufhaltsame Naturgewalt und großartig anzusehen. Dieses Charakterdesign hatte großen Einfluss auf das Design von Jepperd, den großen ‚bad ass‘ in Sweet Tooth.“[2] Jepperd ist ein grauer Charakter. Es ist nicht immer klar, ob er gut oder böse handelt. Er ist ein ehemaliger Eishockeyspieler und versuchte seiner Familie ein guter Ehemann und Vater sein.
- Dr. Singh: Der verrückte Wissenschaftler „kümmert“ sich um die Mensch-Tier-Hybride, ähnlich wie Doktor Moreau aus H. G. Wells’ Die Insel des Dr. Moreau.

## Handlungsbögen
- Out of the Woods

Gus (ein Junge, dessen Vater starb und ihn nicht länger beschützen kann) und Jepperd (ein kräftiger Mann, der verspricht Gus zu beschützen) werden in diesem ersten Handlungsbogen vorgestellt. Als sie sich treffen, verspricht Jepperd, Gus zu einem „Preserve“ zu bringen. Dieser Handlungsbogen besteht aus der Reise zum „Preserve“. Die aktuelle Situation der Welt wird dem Leser langsam nähergebracht.
- In Captivity

Gus trifft auf andere Hybride. Er ist nun von Jepperd getrennt und sieht zum ersten Mal, was den Hybriden angetan wird und wovor ihn sein Vater immer beschützen wollte. Jepperd denkt über seine Lebensentscheidungen nach.
- Animal Armies

Die Hybriden versuchen vom Militärgelände zu fliehen.
- Endangered Species

Nach der Flucht macht sich die Gruppe auf den Weg nach Alaska, um den Grund für die Plage zu finden.
- Unnatural Habitats

Die Reise von Gus und seinen Gefährten endet.

## Hintergrund
Sweet Tooth wurde beeinflusst von Tim Trumans Scout: War Shaman und der dreiteiligen Winterworld Miniserie. Künstlerisch wurde Lemire von Richard Corbens A Boy and His Dog – In der Gewalt der Unterirdischen und The Punisher: The End inspiriert.

## Veröffentlichung

### Vereinigte Staaten
Im ersten Jahr sollten zwölf Ausgaben von Sweet Tooth erscheinen. Da es stark auf die Verkaufszahlen bei monatlichen Comics ankommt, wusste auch Jeff Lemire nicht genau, wie lange die Reihe laufen würde. Die Haupthandlung wurde für Vertigo auf ungefähr 40 Ausgaben geschätzt. In einem Interview mit USA Today gab Lemire an, dass er eine grobe Handlung für 20 bis 30 Ausgaben hat, die jedoch bei großer Nachfrage noch ausgebaut werden könne.
Die fünfte Ausgabe war das Ende des „Out of the Woods“-Handlungsbogens, welcher zusammen das erste Trade–Paperback ergibt.
Im Mai 2012 gab Lemire bekannt, dass die Reihe im Dezember desselben Jahres mit der 40. Ausgabe enden wird. Mit etwas Verspätung erschien die finale Ausgabe am 9. Januar 2013.
Insgesamt erschienen sechs Paperbacks als Sammelbände:
- Sweet Tooth. Volume 1: Out of the Woods. Vertigo, New York 2010, ISBN 978-1-4012-2696-1 (128 S., Ausgabe 1–5).
- Sweet Tooth. Volume 2: In Captivity. Vertigo, New York 2010, ISBN 978-1-4012-2854-5 (144 S., Ausgabe 6–11).
- Sweet Tooth. Volume 3: Animal Armies. Vertigo, New York 2011, ISBN 978-1-4012-3170-5 (144 S., Ausgabe 12–17).
- Sweet Tooth. Volume 4: Endangered Species. Vertigo, New York 2012, ISBN 978-1-4012-3361-7 (176 S., Ausgabe 18–25).
- Sweet Tooth. Volume 5: Unnatural Habitats. Vertigo, New York 2012, ISBN 978-1-4012-3723-3 (160 S., Ausgabe 26–32).
- Sweet Tooth. Volume 6: Wild Game. Vertigo, New York 2013, ISBN 978-1-4012-4029-5 (198 S., Ausgabe 33–40).

Ein Kompendium von 2021 beinhaltet alle 40 Ausgaben.
- Sweet Tooth Compendium. DC Comics, New York 2021, ISBN 978-1-77951-024-2 (920 S., Ausgabe 1–40).

### Deutschsprachige Veröffentlichung
Im Mai 2012 erschien bei Panini Comics zum Gratis Comic Tag der Abdruck der US-#1, gefolgt vom ersten Band im selben Monat mit den Ausgaben 1 bis 6.
- Sweet Tooth. Band 1: Aus dem tiefen Wald. Panini Comics, Stuttgart 2012, ISBN 978-3-86201-335-7 (englisch: Sweet Tooth – Out of the Woods. Übersetzt von Gerlinde Althoff, Ausgabe 1–5).
- Sweet Tooth. Band 2: Gefangen. Panini Comics, Stuttgart 2012, ISBN 978-3-86201-400-2 (englisch: Sweet Tooth – In Captivity. Übersetzt von Gerlinde Althoff, Ausgabe 6–11).
- Sweet Tooth. Band 3: Die Flucht. Panini Comics, Stuttgart 2013, ISBN 978-3-86201-528-3 (englisch: Sweet Tooth – Animal Armies. Übersetzt von Gerlinde Althoff, Ausgabe 12–17).
- Sweet Tooth. Band 4: Bedrohte Arten. Panini Comics, Stuttgart 2013, ISBN 978-3-86201-675-4 (englisch: Sweet Tooth – Endangered Species. Übersetzt von Gerlinde Althoff, Ausgabe 18–25).
- Sweet Tooth. Band 5: Unnatürliche Lebensräume. Panini Comics, Stuttgart 2014, ISBN 978-3-86201-948-9 (englisch: Sweet Tooth – Unnatural Habitats. Übersetzt von Gerlinde Althoff, Ausgabe 26–33).
- Sweet Tooth. Band 6: Wilde Jagd. Panini Comics, Stuttgart 2014, ISBN 978-3-95798-114-1 (englisch: Sweet Tooth – Wild Game. Übersetzt von Gerlinde Althoff, Ausgabe 34–40).

## Fernseh-Adaption
Im Juni 2021 erschien bei Netflix unter dem Titel Sweet Tooth die Serienadaption der Comicreihe.

## Fortsetzung
Eine Fortsetzungsserie mit dem Untertitel The Return, die 300 Jahre später spielt und einem geklonten Gus folgt, erschien sechs Ausgaben lang zwischen November 2020 und April 2021.